# Las confesiones del estafador Felix Krull (película de 1957)
Las confesiones del estafador Felix Krull es una película de 1957 dirigida por Kurt Hoffmann, basada en la novela homónima de Thomas Mann de 1954. Está protagonizada por Horst Buchholz, Liselotte Pulver e Ingrid Andree.   La historia se adaptó más tarde a una serie de televisión de 1982 Las confesiones de Felix Krull.  Se rodó en los estudios Wandsbek de Hamburgo y en Lisboa. Los decorados fueron diseñados por el director de arte Robert Herlth. La novela de Mann se volvió a llevar al cine en 2021. 

## Trama
Felix Krull cuenta sus memorias fuera de campo. Se considera particularmente afortunado y siempre quiso apuntar alto. Es dado de baja del ejército después de usar sus habilidades actorales para fingir ser un epiléptico ante el médico de planta. Su padrino, el pintor Schimmelpreester, le ayuda entonces a conseguir un trabajo en un hotel de París. En el camino hasta allí, le robó a una extraña durante el control aduanero. Más tarde se reencuentra con ella en el hotel: se trata de la esposa de un fabricante de hígado de ganso de Estrasburgo, y se embarca en una aventura con ella. Al final, cuando él le confiesa el robo, ella le pide que robe más. Con el dinero comienza una doble vida, camarero en un hotel de día y bon vivant en elegantes discotecas parisinas de noche. Allí conoce a Zaza, que ya mantiene una relación con el marqués de Venosta. Cuando sus padres amenazan con desheredarlo y enviar al marqués a un viaje alrededor del mundo, Krull emprende el viaje con una identidad falsa en lugar del marqués de Venosta, quien prefiere quedarse con su amante Zaza. Primero toma el tren a Lisboa. En el vagón restaurante se encuentra con el director del museo, el profesor Kuckuck, quien lo invita a visitarlo en Lisboa. Se gana el afecto del profesor Kuckuck, su esposa y su hija. Mientras tanto, Zaza desaparece y el verdadero Marqués es sospechoso del asesinato. Regresa a casa y sus sorprendidos padres, que creían que estaba en Lisboa, se horrorizan ante la sospecha de asesinato. Para salvar a su hijo, viajan a Lisboa y confirman que Krull es su hijo el marqués. Krull es arrestado y para escapar de la prisión recurre a Kuckuck, quien duda porque, como funcionario estatal, no quiere hacer nada ilegal, pero cuando Krull le confiesa que estaba teniendo aventuras tanto con su esposa como con su hija en el momento del crimen y no quiere revelar esto a la policía, Kuckuck y su asistente Hurtado lo ayudan. Krull toma una droga que provoca una rigidez similar a la muerte, se hace el muerto y el “cadáver” es entregado al profesor para fines de estudio, tal como lo ordena su testamento. Después de que Krull despierta de su letargo, reanuda su viaje alrededor del mundo y se reencuentra con Zaza en el barco.

## Elenco
- Horst Buchholz como Felix Krull
- Liselotte Pulver como Zaza
- Ingrid Andree como Zouzou Kuckuck
- Susi Nicoletti como madame Houpflé
- Paul Dahlke como profesor Kuckuck
- Ilse Steppat como Maria Pia Kuckuck
- Walter Rilla como lord Kilmarnock
- Alice Treff como madre de Venosta
- Peer Schmidt como marqués de Venosta
- Karl Ludwig Lindt como padre de Venosta
- Werner Hinz como médico
- Heinz Reincke como Stanko
- Paul Henckels como Schimmelpreester
- Heidi Brühl como Eleanor
- Ralf Wolter como conscripto en la revisión médica
- Heinz Klevenow como Machatschek
- Ehmi Bessel como madre de Felix Krull
- Herbert Weicker como Hurtado
- Robert Meyn como primer agente de policía
- Jo Herbst como Bob
- Günther Jerschke como segundo agente de policía
- Florent Antony como agente de policía
- Martin Rosenstiel como Jean-Pierre

## Producción
La película se rodó del 24 de enero al 4 de marzo de 1957 en el estudio Real-Film de Hamburgo-Wandsbek. Las fotografías exteriores se realizaron en Hamburgo y Lisboa. El estreno tuvo lugar el 25 de abril de 1957 en el Gloria-Palast de Berlín.  En ese momento fue autorizado a partir de los 16 años de edad.  En 2006 se publicó un vídeo sin restricciones de edad. 
La hija de Thomas Mann, Erika, participó en la escritura del guion, también actuó como asesora y tuvo una influencia considerable en el rodaje.  La película se desvía parcialmente del original literario, que quedó como un fragmento y nunca fue completado por Thomas Mann. El final se ha reinventado. La película también se diferencia de la novela en algunos aspectos a la hora de dibujar personas. La amante de Félix, Madame Houpflé, es la esposa de un fabricante de tapas para inodoros en la novela y de un fabricante de foie gras en la película.
El final de la película se basa en una idea del guionista Robert Thoeren.  La sospecha del asesinato, el arresto, la fuga y el viaje no aparecen en el libro. La novela, que se publicó como “primera parte” pero cuya secuela no se escribió, termina con la aventura amorosa de Krull y Maria Pia Kuckuck.

## Premios
- Calificación “valiosa” de la agencia de calificación de películas alemana [6]
- Deutscher Filmpreis 1957: Filmband in Gold como “mejor largometraje” [8][9]
- Premio Globo de Oro 1958 en la categoría “películas en lengua extranjera” [9]
- Festival Internacional de Cine de Bordighera 1959: Trofeo Olivo d'Oro (Oliva Dorada) [9]

## Críticas
El Lexikon des internationalen Films  se mostró reticente en su valoración del largometraje: "Gracias a la participación de Erika Mann en el guion y al cuidadoso reparto, tiene momentos inspiradores, pero en general no supera el nivel de una película de comedia bien narrada..." 
La reseña del Heyne-Filmlexikon de 1996 fue más positiva: "Exitosa adaptación cinematográfica de la novela inacabada de Thomas Mann, con la que Kurt Hoffmann marcó un hito alegre e irónico en la historia del cine alemán de los años 50." 
"Excelente fracaso", escribió el Kölnische Rundschau después del estreno de la película en mayo de 1957. "Kurt Hoffmann intentó realizar el manuscrito inacabado de "Felix Krull" en colaboración con la inexperta e imperiosa guardiana del grial Erika Mann [...] Hoffmann intenta plasmar en el cine la ironía de Mann, que impregna todo el libro, la autoperfiflación de este bromista. Pero la ironía flamenca, que se alimenta de imágenes, es diferente de la ironía literaria del texto. Hoffmann no pudo o no quiso ver esta diferencia." 
El Reclams Lexikon des deutschen Films valoró la película positivamente ya que "Gracias al inteligente equilibrio entre la fidelidad a la obra literaria y su toque característico, el especialista en comedias Kurt Hoffmann supo combinar las agradables aventuras amorosas del protagonista con ingeniosos comentarios morales y, en la escena de reunión, incluso practicar la crítica satírica de la época y el militarismo" 
Rolf G. Renner opinó que "La bastante entretenida... versión cinematográfica... está, sin embargo, en la tradición de las películas de entretenimiento contemporáneas, de las que no necesariamente se puede decir que tengan ambiciones artísticas.